# Night Nurse (canción)
«Night Nurse» es un sencillo de la banda alemana Cascada de su próximo álbum de estudio. La canción apareció en la compilación de "Clubland 18" que fue lanzado el 7 de noviembre de 2010. El vídeo musical fue estrenado el 6 de noviembre en Clubland TV y YouTube. En la canción aparece el artista dance "R.I.O."

## Estructura musical
La versión completa de "Night Nurse", tiene un estilo electropop y dance similar al de "Evacuate the Dancefloor" y "Pyromania".

## Filtración
Una versión incompleta de la canción fue filtrada en internet en agosto de 2010. Robbins Entertainment comentó sobre la versión filtrada, "Por cierto que esa canción se haya filtrado en YouTube no es indicativo de cómo la canción realmente suena en mi opinión... Con eso dicho, esto no está todavía en el calendario ya que nos seguimos concentrando en "Pyro" pero podría ser un próximo futuro sencillo. Una versión "radio edit" apareció, pero también, se ha mostrado ser falsa. Muchos remixes no oficiales de la canción han aparecido filtrados también, que contienen instrumentales, acapellas y muestras de la canción.

## Vídeo musical
El vídeo musical se estrenó en la cuenta de All Around the World en YouTube y Clubland TV el 6 de noviembre de 2010. El vídeo comienza con imágenes de Horler vistiendo un body paint antes de ir a una pequeña plataforma en el medio de una habitación con la luz del sol brillando, cambiando en ida y vuelta con imágenes de la silueta de Horler enfrente de una rueda de colores. R.I.O. es mostrado, cantando las palabras "Night Nurse". Horler es vista con bailarines. Una tela de araña inmensa es mostrada colgando del techo. El vídeo luego cambia a la habitación llena de bailarines quienes comienzan a bailar; Horler es vista parada en una ventana circular en el medio de la pared. Mientras el puente de la canción inicia, la canción se detiene, y un hombre es motrado caminando hacia la telaraña. Mientras él busca la tela y coloca su mano en ella, la tela se abre, y la canción reanuda, con el hombre cantando "L-O-V-E" con eco. Horler es mostrada parada contra una pared cubierta en telarañas. La habitación de bailarines comienzan a bailar con rutinas de baile con la canción terminando con Horler delante de la rueda.

## Remixes
- Night Nurse - (Video Edit)
- Night Nurse - (Ryan Thistlebeck vs. Dan Winter Radio Edit)
- Night Nurse - (DJs From Mars Radio Edit)
- Night Nurse - (Ryan Thistlebeck vs. Dan Winter Remix)
- Night Nurse - (DJs From Mars Remix)
- Night Nurse - (Christian Davies Remix)
- Night Nurse - (Technikore Remix)
- Night Nurse - (Lockout's First Aid Remix)

## U.S. Lanzamiento
El 16 de diciembre de 2011, Zooland Records lanzó 'Night Nurse' como sencillo en Estados Unidos con muchos remixes. Alcanzó la posición 20 en iTunes Dance Charts, aunque desafortunadamente empezó a entrar en las listas, aún hasta superó a 'Everytime We Touch'. Para el 25 de diciembre de 2011, no estaba más en iTunes Dance Charts. Este sencillo fue lanzado el mismo día que Pyromania y otros sencillos del álbum 'Original Me', bajo Zooland Records.
El razonamiento detrás del lanzamiento de Night Nurse estaba manifestado. En muchos blogs y otras páginas, sostenían que Night Nurse lo pudo haber hecho bien en Estados Unidos, y también en Canadá.
Zooland decidió que esto podría ser un buen negocio para ellos. Y, como se vio después, así fue. Logró enloquecer los Dance Charts para la primera semana.